# Kostel svatého Ducha (Salamanca)

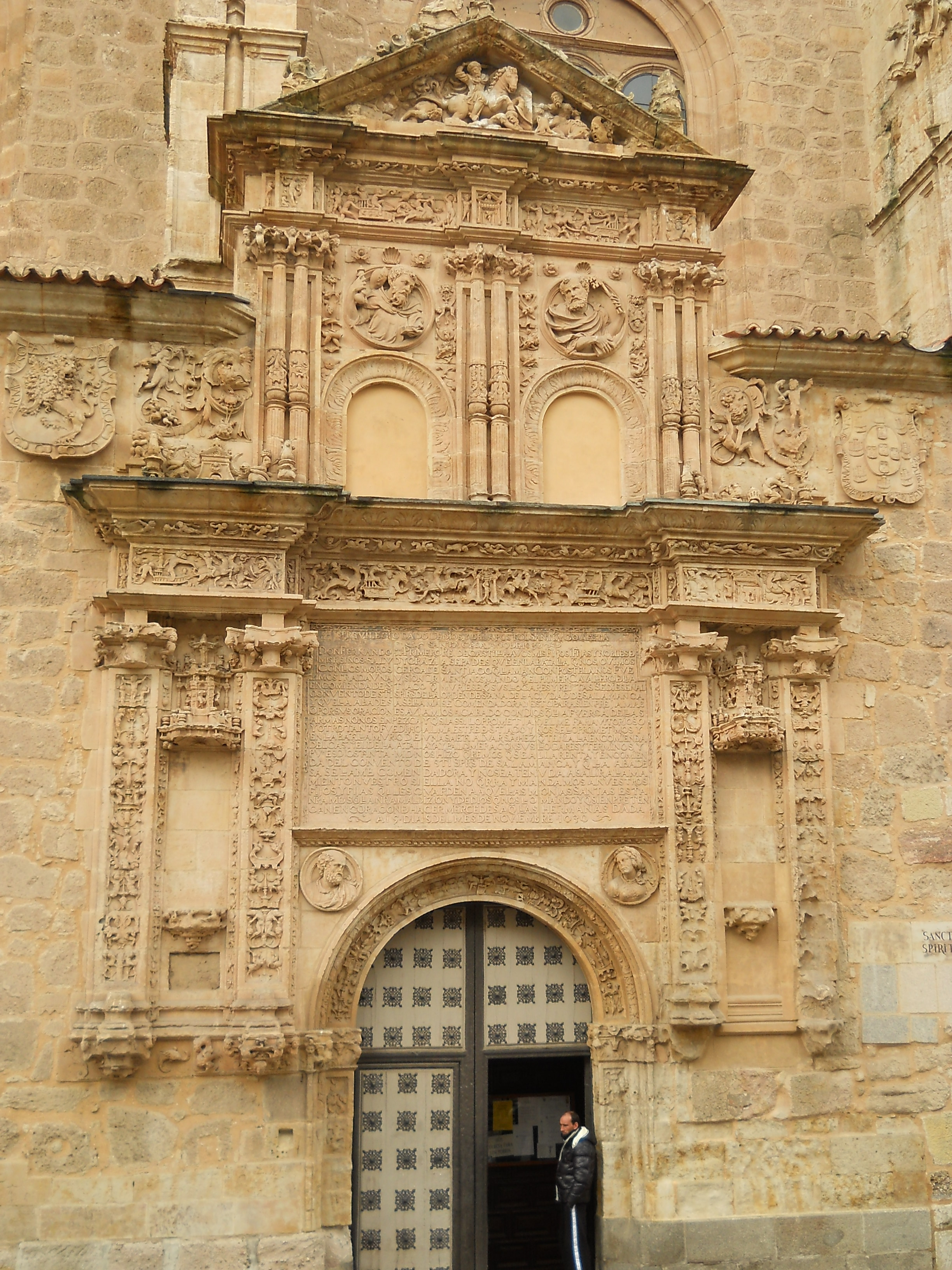
Portál kostela

Kostel svatého Ducha (španělsky Iglesia de Sancti Spiritus) je pozdně gotický kostel v Salamance a jediný pozůstatek stejnojmenného kláštera. Roku 1888 byl prohlášen španělskou kulturní památkou.

## Dějiny
Klášter byl založen v roce 1190. Alfons IX. Leónský ho daroval 22. července 1223 řádu ze Santiaga, který ho předal Martinovi, nemanželskému synovi Alfonsa IX. a jeho milenky, Portugalky Teresy Gil de Soverosa, který ho nakonec postoupil v roce 1269 řeholnicím z kláštera Santa Ana. Klášter Santa Ana přijal mnoho manželek rytířů, kteří odjeli do války a řeholnice přijaly jméno Comendadoras. Po zařazení tohoto kláštera do řádu ze Santiaga byl nazýván Comendadoras Santiago. Po konfiskaci v roce 1836 byl klášter přeměněn na vězení a v průběhu času zde sídlila obecní policie aj. V roce 1972 byl kompletně zničen při přestavbě okolní čtvrti.

## Kostel
Kostel byl obnoven v polovině 16. století. Kombinuje gotickou stavbu s výzdobou pletereskním stylem. Uvnitř vyniká chór a kaple s kazetovým stropem z 15. a 16. století, socha Krista od Antonia de Paz a náhrobky Martina Leónského a Maríe Méndez de Sousa, které se nacházejí v kněžišti a dochovaly se ve špatném stavu. Venku na renesančním průčelí byla vytvořena bohatá sochařská výzdoba s medailonky s bustami sv. Petra, sv. Pavla a Jakuba ve scéně z bitvy u Clavijo. Řeholnice tvrdily, že apoštol Jakub slíbil vítězství křesťanů v bitvě v případě, že první křesťané, kteří zemřou v bitvě, darují svůj majetek klášteru.
Tři členové královské rodiny byli pohřbeni v kostele mezi 13. a 14. stoletím:
- Martin Alfons Leónský, nemanželský syn krále Alfonsa IX. Leónského[4]
- María Méndez de Sousa
- Violante Sánchez de Castilla, levobočná dcera Sancha IV. Kastilského